# Newmarket
Newmarket este un oraș în comitatul Suffolk, regiunea East, Anglia. Orașul se află în districtul Forest Heath.